# Carrière des Fusillés
La Carrière des Fusillés (en español, Cantera de los fusilados) es un lugar de la comuna de Châteaubriant (Francia) donde 27 prisioneros comunistas del campo de Choisel fueron asesinados por los nazis el 22 de octubre de 1941 en represalia por la muerte de Karl Hotz, quien era teniente-coronel y Feldkommandant de Nantes.
Hoy en día este lugar se ha convertido en un monumento conmemorativo.